# Индустријска зона Де Мађистрис (Кремона)
Индустријска зона Де Мађистрис је насеље у Италији у округу Кремона, региону Ломбардија.
Према процени из 2011. у насељу је живело 59 становника. Насеље се налази на надморској висини од 81 м.